# Зелене тисячоліття
Зелене тисячоліття (англ. The Green Millennium) — пригодницький науково-фантастичний роман американського письменника Фріца Лайбера, вперше опублікований 1953 року.

## Зміст
Дія відбувається у футуристичному людському суспільстві, заснованому на нашому власному. 
Холодна війна поширюється на Місяць та Марс. Автоматизація виробництва призводить до масового безробіття та занепаду моралі.
Упорядкований, регламентований і бюрократизований спосіб життя мізантропа Філа Ґіша змушує його почуватися незадоволеним і емоційно відрізаним від інших людей. Він здивований, коли в його кімнаті з'являється зелений кіт, завдяки якому він відчуває себе щасливішим і живішим. Філ вирішує назвати кота Лакі, сподіваючись, що його життя зміниться на краще. Але Лакі має те, чого хочуть усі інші — включно з грабіжниками, мафією, ФБР, ексцентричними вченими, психологом-шпигуном, парою інопланетян та красивою небезпечною дівчиною. Коли Лакі зникає, Філ зробить усе, щоб повернути його, навіть якщо для цього доведеться кинути виклик силам, які правлять його світом.